# Saccoderma melanostigma
Saccoderma melanostigma és una espècie de peix de la família dels caràcids i de l'ordre dels caraciformes.

## Alimentació
Menja larves de mosquit.

## Hàbitat
Viu en zones de clima tropical entre 23 °C - 27 °C de temperatura.

## Distribució geogràfica
Es troba a Sud-amèrica: conca del llac Maracaibo a Veneçuela.